# 霍恩赖恩

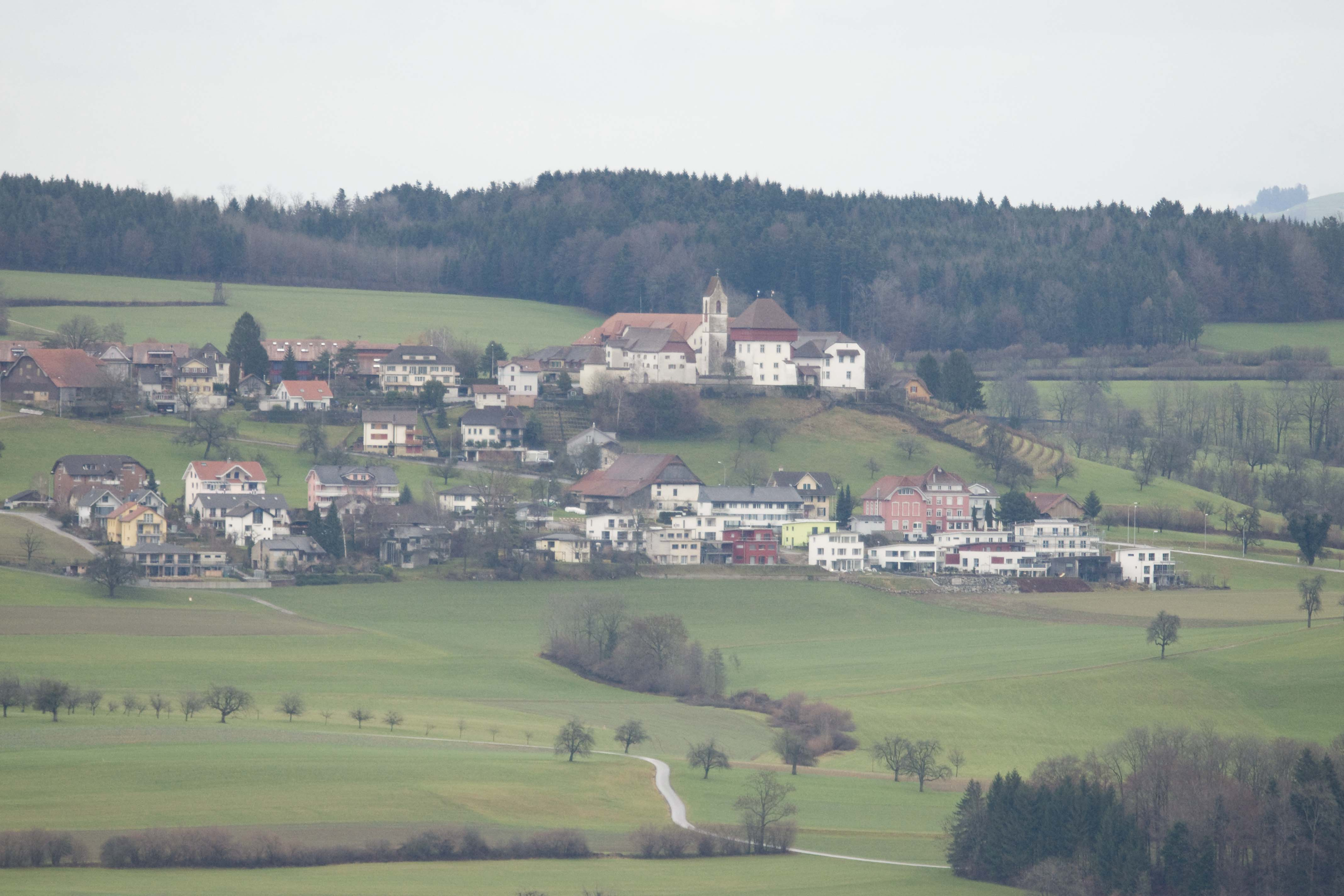

霍恩賴恩（德语：Hohenrain）是瑞士的城鎮，位於該國中部，由琉森州負責管轄，面積23.25平方公里，七成半土地是農業用地，海拔高度609米，2011年人口2,385，人口密度每平方公里103人。
47°10′51″N 8°19′04″E / 47.1808°N 8.3178°E